# Agnieszka Smrokowska-Reichmann
Agnieszka Smrokowska-Reichmann – polska terapeutka, doktor nauk humanistycznych.

## Życiorys
Jest absolwentką Instytutu Filozofii i Socjologii Uniwersytetu Jagiellońskiego. W tym samym instytucie doktoryzowała się. Obecnie jest adiunktem w Zakładzie Klinicznych Form Terapii Zajęciowej Katedry Terapii Zajęciowej Wydziału Rehabilitacji Ruchowej Akademii Wychowania Fizycznego w Krakowie. 
Jest przewodniczącą Rady Naukowej Polskiego Towarzystwa Snoezelen, a także międzynarodowym nauczycielem Snoezelen (jako jedyna w Polsce), międzynarodowym specjalistą Snoezelen (jako jedna z pięciu osób w Polsce), jak również przewodniczącą ISNA-MSE Polska. Jest członkiem założycielem Polskiego Stowarzyszenia Terapii Zajęciowej oraz prekursorką metody Snoezelen w Polsce. Stworzyła polską nazwę dla tej metody: Sala Doświadczania Świata. Jest redaktorką naczelną dwóch czasopism specjalistycznych profesjonalnej pomocy: miesięcznika Wspólne Tematy i kwartalnika (zeszytów) Na Temat.

## Zainteresowania naukowe
Jej główne zainteresowania naukowe to: etyka, antropologia filozoficzna, metoda Snoezelen, terapia zajęciowa ludzi starszych, w szczególności zaś seniorów z demencją.